# حق زندگی خانوادگی
حق زندگی خانوادگی به حق داشتن زندگی زناشویی و روابط خانوادگی گفته می‌شود. این حق در انواع اسناد بین‌المللی حقوق بشر از جمله ماده ۱۶ اعلامیه جهانی حقوق بشر، ماده ۲۳ میثاق بین‌المللی حقوق مدنی و سیاسی و ماده ۸ کنوانسیون اروپایی حقوق بشر به رسمیت شناخته شده‌است.

ماده ۱۶ اعلامیه جهانی حقوق بشر می‌گوید:
| « | ۱. مردان و زنان بالغ، بدون هیچ‌گونه محدودیتی به حیث نژاد، ملیت، یا دین حق دارند که با یکدیگر زناشویی کنند و خانواده‌ای بنیان نهند. همه سزاوار و محق به داشتن حقوقی برابر در زمان عقد زناشویی، در طول زمان زندگی مشترک و هنگام فسخ آن هستند. ۲. عقد ازدواج نمی‌بایست صورت بندد مگر تنها با آزادی و رضایت کامل همسران که خواهان ازدواجند. ۳. خانواده یک واحد گروهی طبیعی و زیربنایی برای جامعه است و سزاوار است تا به وسیلهٔ جامعه و «حکومت» حمایت شود. | » |